# TUBE1
TUBE1‏ (Tubulin epsilon 1) هوَ بروتين يُشَفر بواسطة جين TUBE1 في الإنسان.